# Censo dos Estados Unidos de 1980
O Censo dos Estados Unidos de 1980, conduzido pelo departamento do censo em 1º de abril de 1980, foi o vigésimo censo dos Estados Unidos. Determinou a população residente dos Estados Unidos em 226,545,805 - um aumento de 11,5% sobre as 203,211,926 pessoas enumeradas durante o censo de 1970.

## População por estado
| Ranking | Estado               | População  |
| ------- | -------------------- | ---------- |
| 01      | Califórnia           | 23,667,902 |
| 02      | Nova Iorque          | 17,558,072 |
| 03      | Texas                | 14,229,191 |
| 04      | Pensilvânia          | 11,863,895 |
| 05      | Illinois             | 11,426,518 |
| 06      | Ohio                 | 10,797,630 |
| 07      | Flórida              | 9,746,324  |
| 08      | Michigan             | 9,262,078  |
| 09      | Nova Jérsia          | 7,364,823  |
| 10      | Carolina do Norte    | 5,881,766  |
| 11      | Massachusetts        | 5,737,037  |
| 12      | Indiana              | 5,490,224  |
| 13      | Geórgia              | 5,463,105  |
| 14      | Virgínia             | 5,346,818  |
| 15      | Missouri             | 4,916,686  |
| 16      | Wisconsin            | 4,705,767  |
| 17      | Tennessee            | 4,591,120  |
| 18      | Maryland             | 4,216,975  |
| 19      | Luisiana             | 4,205,900  |
| 20      | Washington           | 4,132,156  |
| 21      | Minnesota            | 4,075,970  |
| 22      | Alabama              | 3,893,888  |
| 23      | Kentucky             | 3,660,777  |
| 24      | Carolina do Sul      | 3,121,820  |
| 25      | Connecticut          | 3,107,576  |
| 26      | Oklahoma             | 3,025,290  |
| 27      | Iowa                 | 2,913,808  |
| 28      | Colorado             | 2,889,964  |
| 29      | Arizona              | 2,718,215  |
| 30      | Óregon               | 2,633,105  |
| 31      | Mississippi          | 2,520,638  |
| 32      | Kansas               | 2,363,679  |
| 33      | Arkansas             | 2,286,435  |
| 34      | Virgínia Ocidental   | 1,949,644  |
| 35      | Nebraska             | 1,569,825  |
| 36      | Utah                 | 1,461,037  |
| 37      | Novo México          | 1,302,894  |
| 38      | Maine                | 1,124,660  |
| 39      | Havaí                | 964,691    |
| 40      | Rhode Island         | 947,154    |
| 41      | Idaho                | 943,935    |
| 42      | Nova Hampshire       | 920,610    |
| 43      | Nevada               | 800,493    |
| 44      | Montana              | 786,690    |
| 45      | Dakota do Sul        | 690,768    |
| 46      | Dakota do Norte      | 652,717    |
| X       | Distrito de Columbia | 638,333    |
| 47      | Delaware             | 594,338    |
| 48      | Vermont              | 511,456    |
| 49      | Wyoming              | 469,557    |
| 50      | Alasca               | 401,851    |

## População por cidade
| Ranking | Cidade           | Estado               | População | Região       |
| ------- | ---------------- | -------------------- | --------- | ------------ |
| 01      | Nova Iorque      | Nova Iorque          | 7,071,639 | Nordeste     |
| 02      | Chicago          | Illinois             | 3,005,072 | Centro-Oeste |
| 03      | Los Angeles      | Califórnia           | 2,966,850 | Oeste        |
| 04      | Filadélfia       | Pensilvânia          | 1,688,210 | Nordeste     |
| 05      | Houston          | Texas                | 1,595,138 | Sul          |
| 06      | Detroit          | Michigan             | 1,203,339 | Centro-Oeste |
| 07      | Dallas           | Texas                | 904,078   | Sul          |
| 08      | San Diego        | Califórnia           | 875,538   | Oeste        |
| 09      | Phoenix          | Arizona              | 789,704   | Oeste        |
| 10      | Baltimore        | Maryland             | 786,775   | Sul          |
| 11      | San Antonio      | Texas                | 785,880   | Sul          |
| 12      | Indianápolis     | Indiana              | 700,807   | Centro-Oeste |
| 13      | São Francisco    | Califórnia           | 678,974   | Oeste        |
| 14      | Memphis          | Tennessee            | 646,356   | Sul          |
| 15      | Washington       | Distrito de Columbia | 638,333   | Sul          |
| 16      | Milwaukee        | Wisconsin            | 636,212   | Centro-Oeste |
| 17      | San José         | Califórnia           | 629,442   | Oeste        |
| 18      | Cleveland        | Ohio                 | 573,822   | Centro-Oeste |
| 19      | Columbus         | Ohio                 | 564,871   | Centro-Oeste |
| 20      | Boston           | Massachusetts        | 562,994   | Nordeste     |
| 21      | Nova Orleães     | Luisiana             | 557,515   | Sul          |
| 22      | Jacksonville     | Flórida              | 540,920   | Sul          |
| 23      | Seattle          | Washington           | 493,846   | Oeste        |
| 24      | Denver           | Colorado             | 492,365   | Oeste        |
| 25      | Nashville        | Tennessee            | 455,651   | Sul          |
| 26      | St. Louis        | Missouri             | 453,085   | Centro-Oeste |
| 27      | Kansas City      | Missouri             | 448,159   | Centro-Oeste |
| 28      | El Paso          | Texas                | 425,259   | Sul          |
| 29      | Atlanta          | Geórgia              | 425,022   | Sul          |
| 30      | Pittsburgh       | Pensilvânia          | 423,938   | Nordeste     |
| 31      | Oklahoma City    | Oklahoma             | 403,213   | Sul          |
| 32      | Cincinnati       | Ohio                 | 385,457   | Centro-Oeste |
| 33      | Fort Worth       | Texas                | 385,164   | Sul          |
| 34      | Minneapolis      | Minnesota            | 370,951   | Centro-Oeste |
| 35      | Portland         | Óregon               | 366,383   | Oeste        |
| 36      | Honolulu         | Havaí                | 365,048   | Oeste        |
| 37      | Long Beach       | Califórnia           | 361,334   | Oeste        |
| 38      | Tulsa            | Oklahoma             | 360,919   | Sul          |
| 39      | Buffalo          | Nova Iorque          | 357,870   | Nordeste     |
| 40      | Toledo           | Ohio                 | 354,635   | Centro-Oeste |
| 41      | Miami            | Flórida              | 346,865   | Sul          |
| 42      | Austin           | Texas                | 345,496   | Sul          |
| 43      | Oakland          | Califórnia           | 339,337   | Oeste        |
| 44      | Albuquerque      | Novo México          | 331,767   | Oeste        |
| 45      | Tucson           | Arizona              | 330,537   | Oeste        |
| 46      | Newark           | Nova Jérsia          | 329,248   | Nordeste     |
| 47      | Charlotte        | Carolina do Norte    | 314,447   | Sul          |
| 48      | Omaha            | Nebraska             | 314,255   | Centro-Oeste |
| 49      | Louisville       | Kentucky             | 298,451   | Sul          |
| 50      | Birmingham       | Alabama              | 284,413   | Sul          |
| 51      | Wichita          | Kansas               | 279,272   | Centro-Oeste |
| 52      | Sacramento       | Califórnia           | 275,741   | Oeste        |
| 53      | Tampa            | Flórida              | 271,523   | Sul          |
| 54      | Saint Paul       | Minnesota            | 270,230   | Centro-Oeste |
| 55      | Norfolk          | Virgínia             | 266,979   | Sul          |
| 56      | Virginia Beach   | Virgínia             | 262,199   | Sul          |
| 57      | Rochester        | Nova Iorque          | 241,741   | Nordeste     |
| 58      | São Petersburgo  | Flórida              | 238,647   | Sul          |
| 59      | Akron            | Ohio                 | 237,177   | Centro-Oeste |
| 60      | Corpus Christi   | Texas                | 231,999   | Sul          |
| 61      | Jersey City      | Nova Jérsia          | 223,532   | Nordeste     |
| 62      | Baton Rouge      | Luisiana             | 219,419   | Sul          |
| 63      | Anaheim          | Califórnia           | 219,311   | Oeste        |
| 64      | Richmond         | Virgínia             | 219,214   | Sul          |
| 65      | Fresno           | Califórnia           | 218,202   | Oeste        |
| 66      | Colorado Springs | Colorado             | 215,150   | Oeste        |
| 67      | Shreveport       | Luisiana             | 205,820   | Sul          |
| 68      | Lexington        | Kentucky             | 204,165   | Sul          |
| 69      | Santa Ana        | Califórnia           | 203,713   | Oeste        |
| 70      | Dayton           | Ohio                 | 203,371   | Centro-Oeste |
| 71      | ‎Jackson          | Mississippi          | 202,895   | Sul          |
| 72      | Mobile           | Alabama              | 200,452   | Sul          |
| 73      | Yonkers          | Nova Iorque          | 195,351   | Nordeste     |
| 74      | Des Moines       | Iowa                 | 191,003   | Centro-Oeste |
| 75      | Grand Rapids     | Michigan             | 181,843   | Centro-Oeste |
| 76      | Montgomery       | Alabama              | 177,857   | Sul          |
| 77      | Knoxville        | Tennessee            | 175,030   | Sul          |
| 78      | Anchorage        | Alasca               | 174,431   | Oeste        |
| 79      | Lubbock          | Texas                | 173,979   | Sul          |
| 80      | Fort Wayne       | Indiana              | 172,196   | Centro-Oeste |
| 81      | Lincoln          | Nebraska             | 171,932   | Centro-Oeste |
| 82      | Spokane          | Washington           | 171,300   | Oeste        |
| 83      | Riverside        | Califórnia           | 170,876   | Oeste        |
| 84      | Madison          | Wisconsin            | 170,616   | Centro-Oeste |
| 85      | Huntington Beach | Califórnia           | 170,505   | Oeste        |
| 86      | Syracuse         | Nova Iorque          | 170,105   | Nordeste     |
| 87      | Chattanooga      | Tennessee            | 169,565   | Sul          |
| 88      | Columbus         | Geórgia              | 169,441   | Sul          |
| 89      | Las Vegas        | Nevada               | 164,674   | Oeste        |
| 90      | Metairie         | Luisiana             | 164,160   | Sul          |
| 91      | Salt Lake City   | Utah                 | 163,033   | Oeste        |
| 92      | Worcester        | Massachusetts        | 161,799   | Nordeste     |
| 93      | Warren           | Michigan             | 161,134   | Centro-Oeste |
| 94      | Kansas City      | Kansas               | 161,087   | Centro-Oeste |
| 95      | Arlington        | Texas                | 160,113   | Sul          |
| 96      | Flint            | Michigan             | 159,611   | Centro-Oeste |
| 97      | Aurora           | Colorado             | 158,588   | Oeste        |
| 98      | Tacoma           | Washington           | 158,501   | Oeste        |
| 99      | Little Rock      | Arkansas             | 158,461   | Sul          |
| 100     | Providence       | Rhode Island         | 156,804   | Nordeste     |